# He Yang
He Yang (何楊T, 何杨S, Hé YángP; Tientsin, 23 febbraio 1983) è un calciatore cinese, difensore del Qingdao Jonoon.

## Carriera

### Club
Ha giocato nella prima divisione cinese. In carriera ha totalizzato complessivamente 10 partite nella AFC Champions League.

### Nazionale
Tra il 2009 ed il 2010 ha giocato complessivamente 6 partite nella nazionale cinese.

## Palmarès

### Club

#### Competizioni nazionali
- Coppa della Cina: 1

Tianjin Teda: 2011